# Lucio Tan

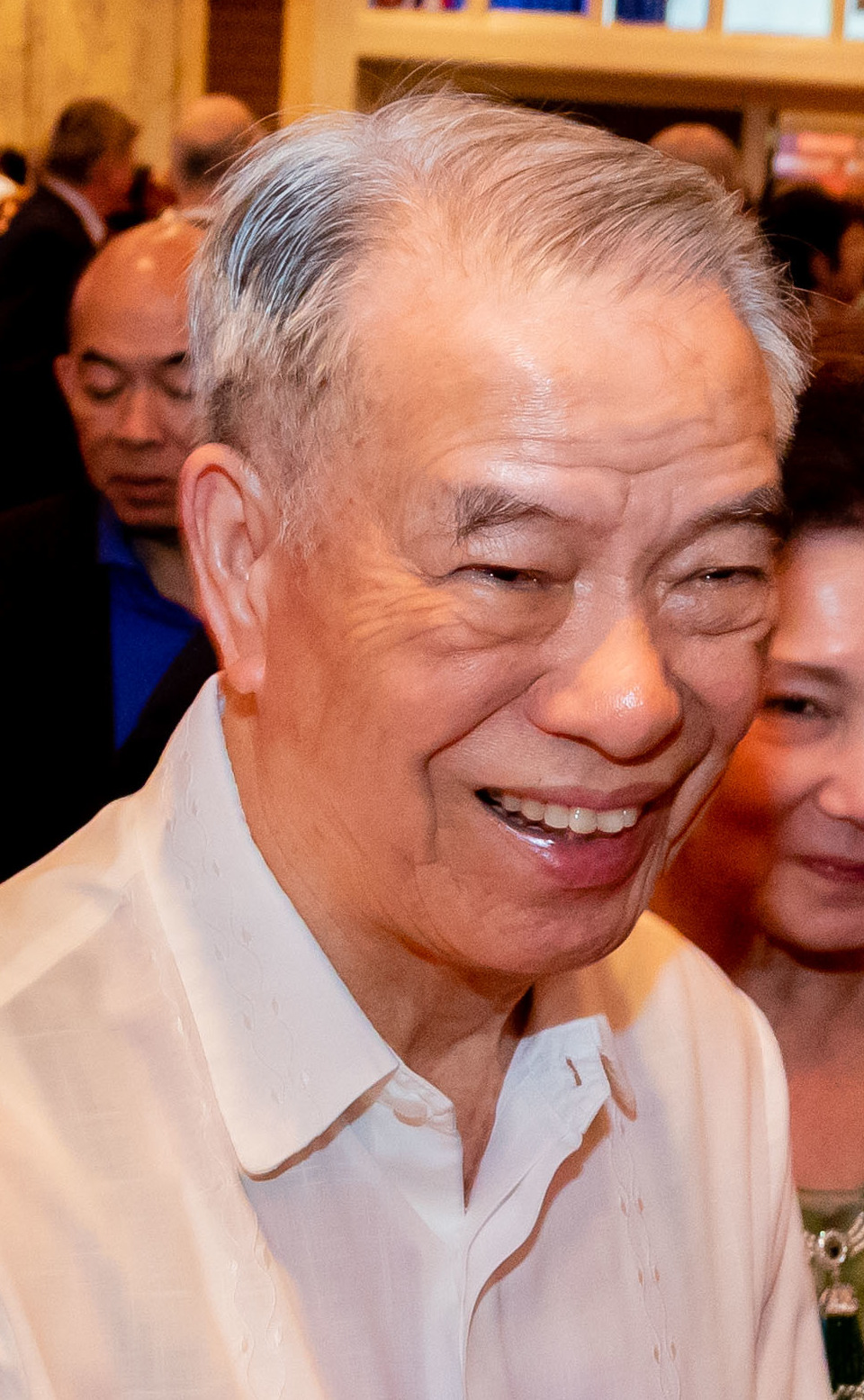
Lucio Tan in 2018

Lucio Tan (Xiamen, 17 juli 1934) is een Filipijns zakenman en een van de vermogendste mensen ter wereld. Tan is eigenaar van enkele honderden Filipijnse bedrijven, waaronder Asia Brewery, de tweede brouwerij van het land; Tanduay Holdings, een van de grootste rumproducenten ter wereld; Fortune Tobacco, de grootste tabakproducent van de Filipijnen; Philippine Airlines; Philippine National Bank, de vijfde bank van de Filipijnen; Allied Bank en Eton Properties Philippines.
In 2007 werd zijn vermogen door Forbes geschat op $2,3 miljard. Hiermee was hij de op twee na rijkste man van de Filipijnen en stond hij gedeeld 407e op de lijst van rijkste mensen van de wereld. Een jaar later schatte het tijdschrift zijn vermogen op $1,3 miljard. Hiermee was hij gezakt naar de 785e plaats op de wereldranglijst, maar was hij wel de rijkste Filipino.

## Biografie
Tan werd op 17 juli 1934 geboren in de stad Xiamen in de zuidoostelijke Chinese provincie Fuijan in China. Samen met zijn ouders vluchtte hij op vierjarige leeftijd voor het oprukkende Japanse leger tijdens de Tweede Chinees-Japanse Oorlog naar de Filipijnen. Tan studeerde daar scheikunde aan de Far Eastern University in Manilla en aan de University of Santo Tomas, waar hij ook zijn Bachelor of Science scheikunde behaalde. Tijdens zijn studie werkte hij onder andere bij Bataan Cigar and Cigarette Factory. Na zijn studie trad hij er als scheikundig ingenieur in dienst. In deze periode probeerde hij geleend geld zijn eerste onderneming op te zetten. Deze eerste poging faalde echter. Daarop startte hij een nieuw bedrijf genaamd Himmel Industries. Dit bedrijf fabriceerde en handelde in chemicaliën en werd wel een succes. In 1966 startte hij Fortune Tobacco Corporation. Deze onderneming, die begon in een klein onderkomen in Marikina City groeide in enkele tientallen jaren uit tot de grootste tabakproducent van de Filipijnen.